# Пакистано-польские отношения
Пакистано-польские отношения — двусторонние дипломатические отношения между Пакистаном и Польшей.

## История

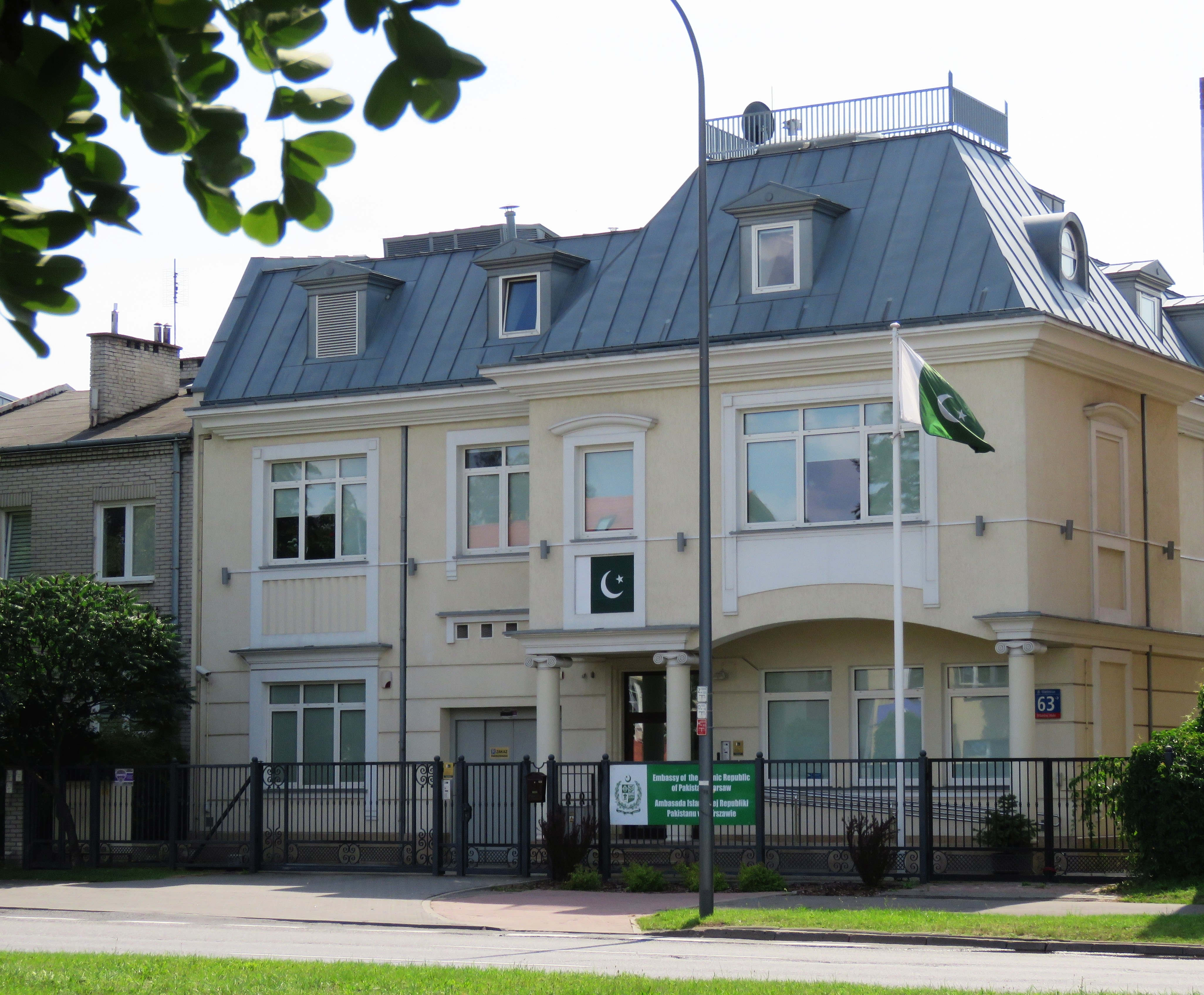
Посольство Пакистана в Варшаве

Дипломатические отношения Польши с Пакистаном были установлены в 1962 году. Пакистан открыл своё посольство в Варшаве в 1969 году. В 1972 году отношения между Пакистаном и Польшей были разорваны в связи с признанием поляками независимости государства Бангладеш. В том же году страны восстановили дипломатические отношения.

## Торговля
Экспорт товаров из Пакистана в Польшу увеличился почти на 400 % с 2002 года. Экспорт увеличился на 25 % в 2010 году по сравнению с аналогичным периодом 2009 года. Экспорт товаров из Польши в Пакистан испытал небольшое снижение на 5 % в 2010 году. Общий объём двусторонней торговли между Польшей и Пакистаном также значительно увеличился (на 425 %) с 2002 года.

## Посольства
У Пакистана есть посольство в Варшаве, а Польша имеет посольство в Исламабаде.